# Großer Auesee
Der Große Auesee oder einfach Auesee bisweilen auch Große Aue - See in der ostwestfälischen Stadt Espelkamp in Nordrhein-Westfalen liegt westlich der Kernstadt in der Flussaue des Flüsschens Große Aue. Dieser und der nördlich davon gelegene See am Kleihügel wurden zum Zweck der Naherholung angelegt und befinden sich landseits der Flussdeiche.

## Lage, Entstehung und Nutzung
Der Große Auesee ist ein naturnahes Biotop, welches in den Jahren 1979 bis 1981 künstlich angelegt worden ist. Dieses bildet mitsamt seiner näheren Umgebung das gleichnamige Naturschutzgebiet. Sein Wasser kommt teilweise aus der Großen Aue, teilweise aus einem städtischen Regenwasserkanal und teilweise aus Grundwasser.
Der See ist 550 m lang und im Mittel 80 m breit. Im nördlichen Seewinkel liegt rund 15 Meter vom Ufer entfernt ein rund 50 m² umfassendes Inselchen, auf der ein einzelner Baum steht. Am Westufer des Sees steht (unmittelbar an der Brücke über die Große Aue) ein Aussichtspunkt zur Beobachtung der Fauna des Sees. Die durchschnittliche Tiefe des Auesees von 2 m ist typisch für einen Flachlandsee. In heißen, niederschlagsarmen Sommer besteht die Gefahr verstärkten Wachstums von Blaualgen, die durch Einleiten phosphathaltigen Wassers noch verstärkt wird.
Der See ist nicht als Angelgewässer ausgewiesen.